# Mircea Dobrescu
Mircea Dobrescu (ur. 5 września 1930 w Cotorca w okręgu Buzău, zm. 6 sierpnia 2015 w Bukareszcie) – rumuński bokser kategorii muszej, srebrny medalista letnich igrzysk olimpijskich w Melbourne.

Walczył w wadze muszej (do 51 kg). Wystąpił na igrzyskach olimpijskich w 1952 w Helsinkach, gdzie po wygraniu dwóch walk przegrał w ćwierćfinale z późniejszym mistrzem Nathanem Brooksem. Przegrał pierwszą walkę z Edgarem Baselem na mistrzostwach Europy w 1953 w Warszawie.
Zdobył srebrny medal na kolejnych mistrzostwach Europy w 1955 w Berlinie Zachodnim. W półfinale pokonał Wolfganga Behrendta, a w finale uległ Edgarowi Baselowi. Na igrzyskach olimpijskich w 1956 w Melbourne również wywalczył srebrny medal po pokonaniu w półfinale Johna Caldwella i porażce w finale z Terrym Spinksem. Kolejny srebrny medal Dobrescu zdobył na mistrzostwach Europy w 1957 w Pradze (w finale pokonał go Manfred Homberg).
Na następnych mistrzostwach Europy w 1959 w Lucernie Dobrescu pokonał w eliminacjach Henryka Kukiera, ale w ćwierćfinale przegrał z Władimirem Stolnikowem. Po wygraniu dwóch walk dotarł do ćwierćfinału igrzysk olimpijskich w 1960 w Rzymie, w którym uległ Japończykowi Kiyoshi Tanabe. Na mistrzostwach Europy w 1961 w Belgradzie uległ w ćwierćfinale Władimirowi Stolnikowowi.
Dobrescu był mistrzem Rumunii w wadze muszej w 1953, 1955, 1956, 1957, 1959, 1960 i 1961, wicemistrzem w 1952 oraz brązowym medalistą w 1950, 1951 i 1958.